# Dokładność japońskich testów olfaktometrycznych

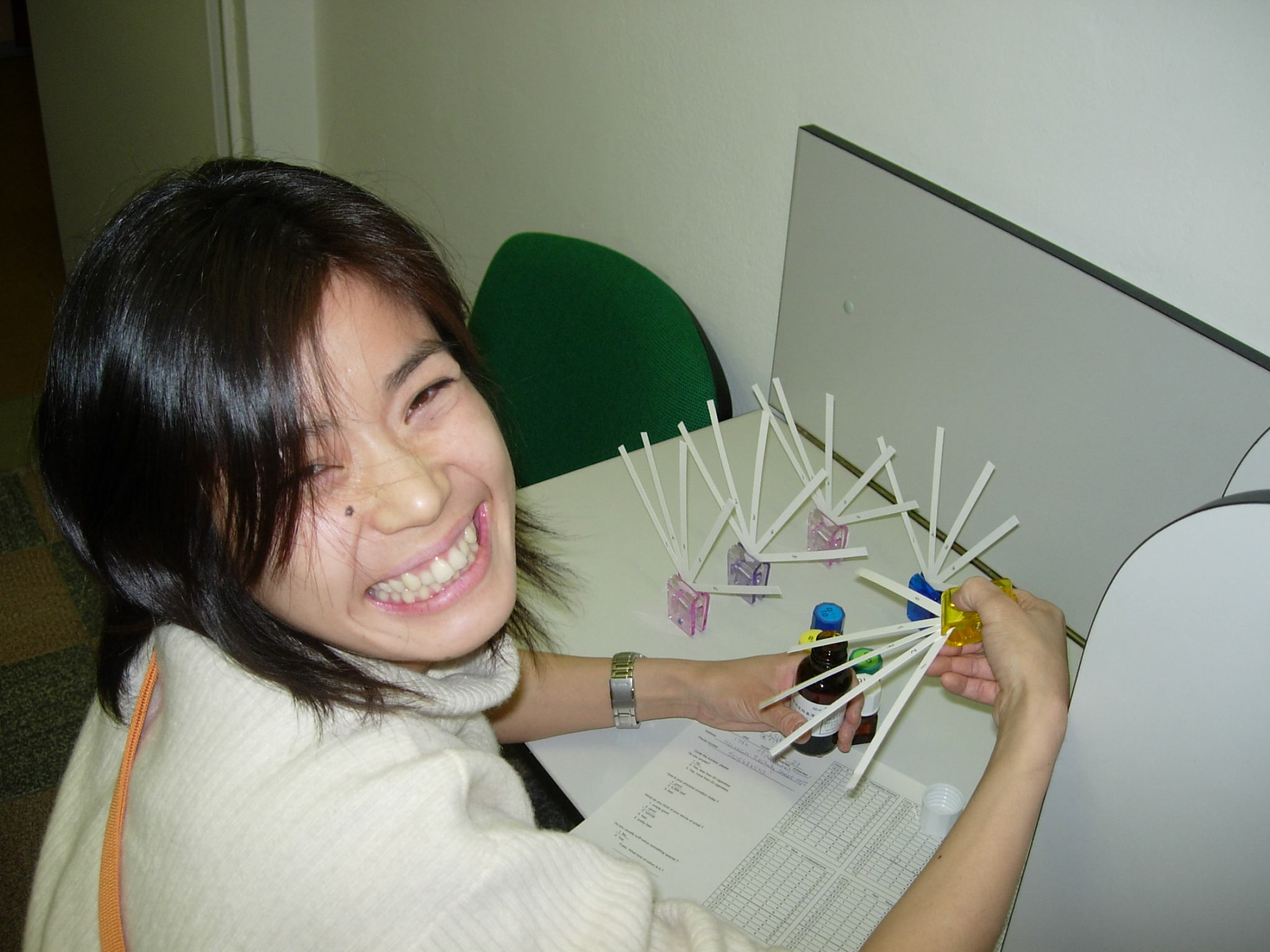
Stanowisko kontroli indywidualnej wrażliwości węchu („T&T olfactometer”; test „dwa z pięciu”)

Badania dokładności pomiarów olfaktometrycznych sprowadzają się do porównywania wyników uzyskiwanych przez oceniającego lub zespół z wynikami innych osób lub zespołów (badania powtarzalności i odtwarzalności)

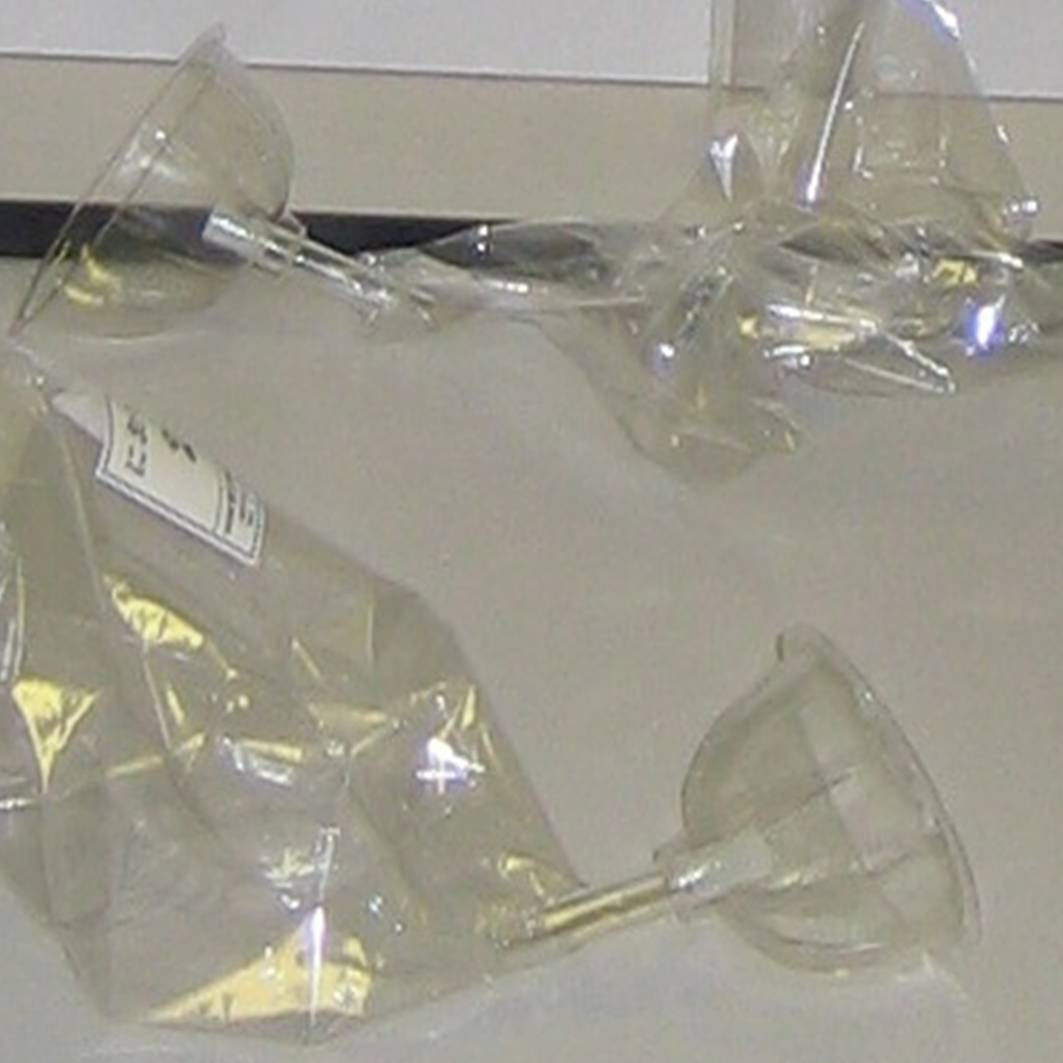
„Trójkąt” – stanowisko oceniającego w czasie jednego testu trójkątowego

Dokładność japońskich testów olfaktometrycznych – poprawność i precyzja Triangle Odor Bag Method.
Metoda została opisana w wytycznych Japońskiego Ministerstwa Środowiska z roku 2002. Jest procedurą oznaczania stężenia zapachowego (wyrażanego jako indeks zapachowy) powszechnie stosowaną w Japonii w praktyce ochrony środowiska.
Procedurę opracowano w Tokyo Metropolitan Research Institute for Environmental Protection. Jej zasady po raz pierwszy opublikowano w roku 1972. W latach 80. i 90. XX w. wykonano obszerne międzylaboratoryjne badania powtarzalności wyników oznaczeń progów wyczuwalności zapachu wielu związków chemicznych. Stwierdzono, że stosunek największego do najmniejszego z uzyskiwanych wyników wynosi zwykle 1,5 – 5,0. W odniesieniu do n-butanolu, który jest europejskim odorantem odniesienia, otrzymano wyniki zgodne z uzyskiwanymi metodą olfaktometrii dynamicznej (cth = 40 ppb).
Badania powtarzalności japońskiej metody olfaktometrycznej i jej zgodności z metodą europejską są kontynuowane.

## PodstawyTriangle Odor Bag Method
Triangle Odor Bag Method polega na stosowaniu trójkątowych testów psychofizycznych. W pomiarach biorą udział zespoły osób oceniających zapach, których sensoryczna wrażliwość na zapach pięciu związków wzorcowych („T&T olfactometer”) jest potwierdzona wynikiem testów różnicowych „dwa z pięciu”. Każdy z członków co najmniej sześcioosobowego zespołu otrzymuje jednorazowo trzy próbki („trójkąt”). Dwie z nich są czystym powietrzem a jedna – próbką badanego gazu, rozcieńczoną powietrzem w stopniu znanym tylko operatorowi. Zadaniem członka zespołu jest wskazanie próbki zanieczyszczonej. Wynikiem wielokrotnej prezentacji różnych trójkątów jest wartość stopnia rozcieńczenia, które prowadzi do osiągnięcia progu wyczuwalności zapachu. Ta wartość jest miarą stężenia zapachowego. Wynik pomiaru zespołowego wyraża się jako „indeks zapachowy” (dziesięciokrotna wartość logarytmu ze stężenia zapachowego):
Indeks zapachowy = 10 · log (stężenie zapachowe)
Ten rodzaj ocen sensorycznych uznaje się za pomiar, jeżeli stosowana jest procedura szczegółowo określająca poszczególne etapy postępowania, co zapewnia dokładność i powtarzalność uzyskiwanych wyników.

## Zakres badań dokładności
Kontrolne porównania wyników badań dotyczyły powtarzalności pomiarów:
- progu wyczuwalności zapachu wielu różnych związków chemicznych[5][8]
- stężeń zapachowych w próbkach pobieranych z emitorów przemysłowych i w otoczeniu emitorów[6][7]

## Badania dotyczące czystych związków chemicznych
Badania progów wyczuwalności  czystych substancji rozpoczęto w Japan Evironmental Sanitation Center (JESC) i innych japońskich laboratoriach w latach 70. XX w. W okresie 1976 do 1988 zbadano 223 związki chemiczne o bardzo zróżnicowanych progach wyczuwalności od 0,77 ppt (merkaptan izoamylowy) do 1500 ppm (propan). W większości przypadków zbiory danych dotyczących każdego z badanych związków były zbyt małe, aby było możliwe opracowanie statystyczne. Za miarę powtarzalności uznano stosunek największej do najmniejszej wartości w zbiorach wyników (maks/min).
Wykonane w JESC oceny powtarzalności dotyczyły 25 związków. W pomiarach uczestniczyły zespoły sześcioosobowe (po selekcji z użyciem T&T olfactometer). Cztery spośród nich brały udział we wszystkich pomiarach. Dla różnych związków wykonano od 2 do 9 pomiarów progu wyczuwalności. W niektórych przypadkach pomiary powtarzano po wielu latach (czasem więcej niż 10). Stosunek wartości największej do najmniejszej  najczęściej mieścił się w zakresie od 2 do 4,0 (dla jednej substancji osiągnął 5,2).
W celu sprawdzenia, w jakim stopniu dokładność pomiarów zależy od indywidualnej wrażliwości sensorycznej i stopnia wytrenowania uczestników testów, przeanalizowano wyniki oznaczeń wykonywanych w czasie corocznych praktyk w Environment training center w latach 1983–2002. Pomiary wykonywano w tym samym laboratorium i z użyciem identycznego sprzętu, lecz prowadzili je różni operatorzy i osoby oceniające.
W czasie badań wykonanych w centrum szkoleniowym nie stwierdzono znaczących różnic między wynikami pomiarów wykonanych przez doświadczonych i niedoświadczonych operatorów i członków zespołu. Stosunek maks/min osiągał  wartość 6.
Międzylaboratoryjne testy odtwarzalności wykonano z udziałem 5. japońskich laboratoriów (w tym dwóch z małym doświadczeniem). Badane próbki zawierały m-ksylen  i  DMS. Stwierdzono, że stosunek maks/min może niekiedy osiągać wartość 18 (rola doświadczenia laboratorium nie może być lekceważona).
| Związek                                | Liczebność zespołu | Liczba pomiarów | Próg wyczuwalności [ppm]               | maks/min                |
| Wyniki pomiarów w centrum szkoleniowym |                    |                 |                                        |                         |
| siarkowodór                            | od 6 do 16         | 15              | 0,00063                                | 6                       |
| m-ksylen                               | od 6 do 16         | 11              | 0,0998                                 | 5,5                     |
| octan etylu                            | od 11 do 12        | 3               | 0,62                                   | 3,2                     |
| Test międzylaboratoryjny               |                    |                 |                                        |                         |
| m-ksylen                               | 6                  | 4 x 1           | 0,061 0,092 0,067 0,053 średnia: 0,067 | 18,0 7,4 4,3 5,6 zobacz |

Na podstawie wielu pomiarów progów wyczuwalności, wykonanych w 137. laboratoriach, stwierdzono m.in. że dla octanu etylu wynosi on 0,89 ppm (w laboratorium JESC: 0,87 ppm). Dla n-butanolu uzyskano wartość średnią 0,038 ppm. Jest to wynik zgodny z wartością EROM (podaną w PN-EN 13725), mimo że nie stosowano europejskich kryteriów selekcji oceniających (średni próg węchowej wyczuwalności n-butanolu w zakresie 0,020–0,080 ppm). Doświadczenia zmierzające do ustalenia stopnia zgodności wyników, otrzymywanych metodą japońską i europejską, są kontynuowane.

## Badania próbek środowiskowych
Od roku 2000 wykonano kilka serii międzylaboratoryjnych oznaczeń  stężenia zapachowego w próbkach pobieranych ze strumieni gazów odlotowych (z różnych typów zakładów) oraz w otoczeniu emitorów. W testach uczestniczyło 137 japońskich laboratoriów olfaktometrycznych. 
Wyznaczono zakresy indeksów zapachowych, charakterystyczne dla różnych rodzajów działalności.
Powtarzalność i odtwarzalność pomiarów określano zgodnie z ISO/TS 21748 i ISO 20988. Za materiał odniesienia, umożliwiający określanie odchylenia standardowego, uznano octan etylowy. Stwierdzono, że 69% laboratoriów spełnia kryteria dokładności oznaczeń indeksu zapachowego.